# ورزشگاه کینگدام آرنا
ورزشگاه کینگدام آرنا (به عربی: ملعب المملكة ارينا) (به فارسی: ورزشگاه پادشاهی آرنا) یک ورزشگاه چند منظوره در شهر ریاض پایتخت عربستان سعودی است. این ورزشگاه در سال ۲۰۲۳ ساخته شد و گنجایش ۳۰٬۰۰۰ نفر را دارد.
این ورزشگاه در ۱۸۰ روز ساخته شد و بیش از ۳۰۰۰۰ نفر از جمله ۲۰ جعبه لوکس را در خود جای می‌دهد. دارای یک سقف جمع شونده و یک صفحه ویدئویی چهار طرفه است که در مرکز آن آویزان شده‌است.
اولین بازی فوتبالی که در این استادیوم برگزار شد، یک بازی دوستانه در ۲۹ ژانویه ۲۰۲۴ بین الهلال مقابل اینتر میامی بود که با پیروزی ۴–۳ الهلال به پایان رسید. دربی ریاض که با برتری دو بر صفر الهلال مقابل النصر در این ورزشگاه برگزار شد.
در ۸ فوریه ۲۰۲۴، کینگدام آرنا دو رکورد جهانی گینس را برای بزرگ‌ترین استادیوم سرپوشیده فوتبال و بالاترین ظرفیت برای یک استادیوم سرپوشیده دریافت کرد.